# Calystegia hederacea
Calystegia hederacea ist eine Pflanzenart aus der Gattung der Zaunwinden (Calystegia) aus der Familie der Windengewächse (Convolvulaceae). Die Art ist in Asien verbreitet.

## Beschreibung
Calystegia hederacea ist eine unbehaarte Zaunwinde. Die Stängel wachsen zunächst aufrecht, ältere Stängel sind niederliegend bis windend und werden bis zu 1 m lang. Die Laubblätter sind mit einem 1 bis 5 cm langen Blattstiel gestielt. Die Blattspreite ist speerförmig, dreieckig oder schmal dreieckig, sie ist einschließlich der Lappen 2 bis 8 cm lang und 2 bis 7 cm breit. Die Lappen sind abrupt abstehend, mit zwei (selten drei) spitzen Winkeln versehen, sie bilden einen Bogen mit auseinanderstrebenden Seiten.
Die Blütenstandsstiele der untern Blütenstände stehen über die sie umgebenden Laubblätter hinaus, die oberen sind kürzer. Die Vorblätter sind mehr oder weniger eiförmig, 0,7 bis 1,4 (selten bis 1,8) cm lang und 6 bis 10 (selten 4 bis 12) mm breit. Sie sind flach und nach vorn zugespitzt bis abgestumpft. Die Krone ist 2 bis 3,5 cm lang, blass pink oder selten weiß oder purpurn. Die Staubblätter sind 1,1 bis 1,6 (selten bis 1,9) mm lang, die Staubbeutel sind 3 bis 4 mm lang.
Die Chromosomenzahl beträgt 2n = 22.

## Verbreitung
Die Art ist in China, Afghanistan, Indien, Japan, Korea, Malaysia, Mongolei, Myanmar, Nepal, Pakistan, Russland und Tadschikistan verbreitet. In Afrika und Nordamerika ist sie möglicherweise eingeschleppt. Sie wächst auf Feldern, Schuttplätzen, an Straßenrändern und Flussufern oftmals auf sandigen Böden in Höhenlagen zwischen 100 und 3500 m.

## Systematik
Es können zwei Varietäten unterschieden werden:
- Calystegia hederacea var. hederacea
- Calystegia hederacea var. longipedicellata Bhellum & Magotra: Diese Varietät wurde 2011 erstbeschrieben; sie kommt im westlichen Himalaja vor.[2]